# Лютиче
Лютиче (Ranunculus) е голям род от около 600 вида цъфтящи растения от семейство Лютикови (Ranunculaceae). Членовете на рода са известни като лютичета, копия (на англ. spearworts) и водни вранови крака (water crowfoots).

## Разпространение
Родът лютиче, широко разпространен в градините в Северна Европа (и внесено другаде), е пълзящото лютиче Ranunculus repens, което има изключително жилави корени. Два други вида също са широко разпространени – луковичното лютиче Ranunculus bulbosus и много по-високото ливадно лютиче Ranunculus acris. В декоративните градини и трите често се считат за плевели.

## Описание
Лютичетата обикновено цъфтят през пролетта, но цветя могат да бъдат намерени през лятото, особено там, където растенията растат като опортюнистични колонизатори, както в случая с градинските плевели.

## Подвидове
Ranunculus subgenus Batrachium, които растат в тиха или течаща вода, понякога се третират в отделен род Batrachium (от гръцки: βάτραχος bátrakhos, „жаба“). Те имат два различни вида листа, нишковидни листа под вода и по-широки плаващи листа. При някои видове, като R. aquatilis, се среща трети, междинен тип лист.

## Вредители
Видовете Ranunculus се използват като храна от ларвите на някои видове Lepidoptera, включително от нощните пеперуди Hebrew character и Small angle shades.

## Приложение
Някои видове са популярни декоративни цветя в градинарството, като много сортове са селектирани за големи и ярко оцветени цветове.

## Други
На лютичето е наречена улица в квартал „Връбница-1“ в София (Карта).